# 普利茅斯站
普利茅斯車站（英語：Plymouth railway station）是位於英國英格蘭德文郡普利茅斯的一座鐵路車站，距倫敦帕丁頓車站有225.75英里（363）。普利茅斯車站開業於1849年4月2日。